# اندی رابینسون (بازیکن فوتبال، زاده ۱۹۶۶)
اندی رابینسون (انگلیسی: Andy Robinson؛ زادهٔ ۱۰ مارس ۱۹۶۶) بازیکن فوتبال اهل بریتانیا است.
از باشگاه‌هایی که در آن بازی کرده‌است می‌توان به باشگاه فوتبال بری، باشگاه فوتبال کارلایل یونایتد، باشگاه فوتبال برنلی، باشگاه فوتبال منچستر یونایتد، باشگاه فوتبال آیلزبری یونایتد، و باشگاه فوتبال وایکام واندررز اشاره کرد.